# 天堂文件

涉事国家，截至2017年11月6日。

天堂文件（英語：Paradise Papers）是于2017年11月5日泄露的1340万份海外投资的相关文件。这些文件源自于离岸法律公司毅柏律师事务所，涉及超过120,000位人物和公司，包括英国女王伊丽莎白二世、哥伦比亚总统胡安·曼努埃尔·桑托斯以及美国商务部部长威尔伯·罗斯。

## 背景
2017年10月底，国际调查记者同盟指控离岸法律事务所毅柏律师事务所有不当行为。毅柏表示去年的一场网络攻击中，他们的部分数据遭窃，并否认同盟的指控。文件公布后，公司表示“没有不当行为证据”。
曾于2016年获得巴拿马文件的德国报章《南德意志报》买下这批1.4TB的总数1340万份的文件，内容出自毅柏与盛亚信托（Asiaciti Trust）以及19个避税港的公司注册表。相较于巴拿马文件，天堂文件所泄露的数据牽涉许多国家，而非单一个国家。“天堂文件”之名源于涉事的地区都是避税港，而避稅港又有“避稅天堂”之稱。《南德意志报》联络了一直在调查这批文件的国际调查记者同盟，连同100家合作媒体。同盟负责在专门用于该计划的平台上将数据提供给合作媒体，使得全球记者全天候处理资料。文件于2017年11月5日由同盟发布。

## 涉事公司
Facebook、苹果公司、微软、eBay、嘉能可、优步、耐克、沃尔玛、安联、西门子、希捷、麦当劳和雅虎持有离岸公司，其中苹果公司、耐克和Facebook利用离岸公司避免数十亿美元的税款。

## 涉事人物

### 欧洲

#### 奥地利
阿尔弗雷德·古森鲍尔曾于2000年到2008年和2007年1月到2008年12月间分别担任奥地利社会民主党党领袖和奥地利总理。名单显示，他是马耳他公司和的主管和股东，Novia Funds Sicav Plc的股东还包括于2017年因被控洗钱和贝尼·施泰因梅兹一起入狱，但随后获释的塔尔·西尔伯斯坦。西尔伯斯坦曾出任古森鲍尔的竞选顾问。

#### 爱尔兰
苹果在爱尔兰的三家子公司内部重组时，出现了大量无形资产。2015年该国国内生产总值出现26%的增幅，而该年年初该国突然出现市值近2700亿的无形资产，远超该国所有住宅物业的总价值。据称，这表明苹果公司利用使得爱尔兰公司免税购置无形资产的税收鼓励政策“资本补贴”。美国参议院介入调查并由蒂姆·库克作证后，爱尔兰宣布该国公司今后需要在全球部分地方申报税收所在地。美国多家跨国公司，包括苹果子公司，采取了在全球任何地方都不欠税的立场。苹果的律师事务所貝克·麥堅時曾研究了避税天堂，要求多个司法管辖区的Appleby职员确认“爱尔兰公司可以进行管理活动，而不需要在你的管辖范围内征税。”其中两间子公司搬到了泽西岛。在欧洲监管机构发现爱尔兰同意苹果的税收机构，非法提供国家援助后，苹果被罚145亿美元的退税金。爱尔兰公司被要求在该国缴税，除非他们向当局证明由国外“管理和控制”，才能获得豁免。
名单显示，爱尔兰音乐人波诺透过马耳他公司投资了立陶宛一家购物中心。

#### 立陶宛
欧洲议会议员安塔纳斯·古佳榜上有名。

#### 黑山
前黑山总理米洛·久卡诺维奇的姐姐安娜·科拉雷维奇（Ana Kolarevic）榜上有名。

#### 荷兰
Appleby文件详细记录耐克提高税后利润的花招，将耐克商标的所有权转让给百慕大子公司耐克国际有限公司（Nike International Ltd.）。这项转让使得该子公司向位于希尔弗萨姆的欧洲总部收取版权费，有效地将应税公司利润转换到在百慕大免税的应付账户。虽然该公司由耐克在俄勒冈州比弗顿的主要办事处的主管打理，但为了达到税收目的，子公司需在百慕大运营，这就要复制百慕大公司的印章。子公司的收入并没有在欧洲公布，也因为耐克于2010年、2011年和2012年总共在美国税务法庭共申报总额36.8亿美元的基本上不相关的案子而显得无足轻重。按照荷兰当局的安排，减税政策于2014年到期，因此要再一次重组，将知识产权从百慕大公司转移到荷兰的有限合伙企业Nike Innovate CV。荷兰将CV的所得看成收入，如果它是由没在荷兰居住而不用交税的负责任赚取的。美国跨国公司赚取的每六美元国外税收中，至少有一美元，如文件所述，是透过荷兰的CV子公司赚取的。涉事的企业包括特斯拉、NetApp和优步。

#### 西班牙
前巴塞罗那市市长、现任议员泽维尔·特里亚斯、艺术家何塞·马利亚·凯诺和亿万富翁丹尼尔·马特榜上有名。

#### 英国
文件显示，英女王伊丽莎白二世由兰开斯特公国中介，在两个离岸金融中心开曼群岛和百慕大持有资产。两地是英国海外领土，由她任君主和任命首长。两岛的外交政策很大程度上由英国处理，但百慕大自1620年起实行自治。女王的投资包括First Quench Retailing的卖酒执照和先租后买零售商BrightHouse，該電器零售商讓顧客抵押付款，並收取超高利息，因此被指控剝削窮人；另曾投資連鎖零售商Threshers，後該公司倒閉，造成政府1750萬英鎊稅務損失，並使得6000多名員工失業。
英国广播公司还注意到保守党施主迈克尔·阿什克罗夫特和埃弗顿足球俱乐部老板法哈德·莫胥礼的资产存在问题。工党领袖杰里米·科尔宾问女王该不该道歉，表示任何有离岸避税资金的人士“不仅要道歉，（还要）对我们社会造成的影响”。公国发言人表示，女皇的投资均经过审计且合法，女皇自愿从她在公国投资中得到收入中纳税。
此外，威尔士亲王查尔斯透过康沃尔公国向休·范·卡塞姆在百慕大开设的碳信用贸易公司可持续林业管理公司（Sustainable Forestry Management）投资11.35万美元。购买该公司股份四个星期后，查尔斯亲王发表演说批评欧盟排放交易体系和京都议定书排除热带雨林的碳信用，要求作出变更。
反君主制组织共和体呼吁皇室公开收支，并表达对潜在利益冲突的担忧。
国际打击清洗黑钱财务行动特别组织2007年主席詹姆斯·迈耶·沙逊勋爵表示，文件所披露的2.36亿美元是他的祖母在几年前成立的，在英国没有盈利，因此不需要纳税。他表示，他在2002年加入财政部时率先公开信托的存在。
同盟发表文章，详细介绍马恩岛含糊的增值税政策使得刘易斯·汉密尔顿在当地注册了一架2700万美元的庞巴迪挑战者605私人飞机，显然是为了获得520万美元的增值税退税。

### 北美洲

#### 加拿大
加拿大三位前总理让·克雷蒂安、 保罗·马丁和马丁·布赖恩·马尔罗尼的名字在列。文件显示，加拿大总理賈斯汀·杜魯多的顾问和挚友、自由党金主史蒂芬·布朗夫曼协助特鲁多掌权，将数百万美元的离岸资金转给了自由党参议员里昂·科尔伯。专家们查阅3000多份详细介绍信托活动的文件后，表示这些离岸花招可能在加拿大、美国和以色列避税。

#### 哥斯达黎加
前总统何塞·玛丽亚·菲格雷斯和他的弟兄蒂莫西·菲利普斯（Timothy Phillips）是能源公司环球国际能源（Energia Global International）的董事会成员。2001年，公司被意大利电力公司Enel SpA以7300万美元收购，外加3700万美元的债务取消。菲格雷斯在达沃斯的EF年度会议上辞任董事。2000年到2004年间，他还是世界经济论坛的首席执行官，辞职前，他曾称法国一家电信给了他约90万美元咨询费的指控“毫无根据”。

#### 墨西哥
文件显示，工会领导人、政治家华钦·甘宝·帕斯科的投资总额达1550万美元。榜上有名的其他政治家由佩德罗·阿斯彭·阿雷梅拉、亚历杭德罗·格茨·马内罗和墨西哥石油公司的员工。在列的其他墨西哥名流还有亿万富翁卡洛斯·斯利姆、被称为“现代罗马天主教会最伟大的筹款人”牧师马素尔神父和里卡多·萨利纳斯·普列戈。在接受《过程杂志》采访时，前国家安全部长亚历杭德罗·格雷兹·马内罗否认这家他弟兄建立并任主席、他担任副主席的公司的所有资讯。

#### 美国
文件显示，美国商务部长威尔伯·罗斯持有被美国制裁的俄罗斯寡头列昂尼德·米赫尔松和根纳季·季姆琴科及俄罗斯总统弗拉基米尔·普京女婿基里尔·沙马洛夫企业的股份。其他在列的特朗普内阁成员有美国国务卿雷克斯·蒂勒森和美国国家经济委员会主任盖瑞·约翰。总共有10多位特朗普内阁成员、大金主和顾问在列，与离岸账户挂钩，包括大金主罗伯特·默瑟和謝爾登·阿德爾森。
2009年到2011年间，和普京有联系的俄罗斯国家组织透过美国俄裔企业家、Facebook创始人马克·扎克伯格的业务伙伴尤里·米爾納充当的中介，大手笔投资Facebook和Twitter。米尔纳也是总统唐纳德·特朗普女婿贾里德·库什纳的业务伙伴。
美国歌手瑪丹娜、微软联合创办人保罗·艾伦和前北约欧洲将军最高统帅韦斯利·克拉克名字在列。

### 南美洲

#### 阿根廷
阿根廷财政部长路易斯·卡普托管有两家离岸资金。
在卡普托的财务披露声明中，无论是开曼群岛的奥拓全球基金（Alto Global Fund），还是迈阿密的母公司Noctua Partners LLC，都没有列出所需的全体公职人员和候选人声明。
卡普托是当地实业家和建筑大亨尼古拉斯·卡普托（Nicolás Caputo）的大表兄，阿根廷总统毛里西奧·馬克里的挚友。他告诉同盟的阿根廷成员，“这是他为朋友和家人设立的投资基金”。
基金于2009年投入使用，掌管着1亿多美元的资金，直至2015年12月马克里提名他的财政司长于当年1月升职为财政部长。

#### 巴西
农业部长布雷罗·博格斯·马吉名字在列。他的公司Amaggi and LD Commodities在马吉结束马托格罗索州州长任期五个月后首次登记。马吉告诉巴西媒体《Poder360》，他并非公司的直接受益者，从没收过公司的钱。现任财政部长恩里克·梅尔雷斯告诉媒体，他不会报告他的智慧基金会（Sabedoria Foundation）的收入，因为建这家公司是用来在他死后做慈善的，因此他没有收益。

### 非洲

#### 利比里亚
2001年4月到2012年9月，总统埃伦·约翰逊·瑟利夫是Databank的财务、基金管理和投资公司Databank Brokerage Ltd.的百慕大子公司Songhai Financial Holdings Ltd.的董事。加纳财政和经济计划部长肯·欧福利-埃塔是Databank的联合创始人，与约翰逊·瑟利夫一同出任Songhai Financial Holdings的联合董事。

#### 尼日利亚
参议院主席布柯拉·苏拉基是2001年4月成立的开曼群岛公司Yenia Ltd.的股东。

#### 乌干达
外交部长萨姆·库泰萨和他的女儿是塞舌尔Katonga Investments Ltd.信托的受益人。Katonga是库泰萨持有的另一家公司Enhas Uganda的收入来源，议会委员会曾批评该公司被私有化，“被一些牺牲人民利益的强势政客操纵利用”。库泰萨于2014年到2015年担任联合国大会主席。

### 亚洲

#### 日本
2013年，前日本首相鸠山由纪夫被香港交易所上市公司凯富能源任命为名誉主席，鉴于他和凯富能源计划扩充的石油产业有“友好关系”。公司的大股东为许智明；乔治·W·布什的弟弟尼尔·布什任副主席。

#### 印尼
已故前总统苏哈托的两位孩子汤米·苏哈托和玛米克及反对党领袖普拉博沃·苏比安托（苏哈托的前女婿）在列。文件公布后，该国税务总局发表声明，表示将跟进纳税人提供的信息。

#### 哈萨克斯坦
前石油天然气部长紹阿特·門巴耶夫是Meridian Capital Ltd的原股东。

#### 巴基斯坦
前总理肖卡特·阿齐兹设立由特拉华州一公司持有的南极信托。身为花旗银行前行政长官的阿齐兹告诉同盟，他设立信托是为了资产规划，这笔钱是他在花旗银行的工资。然而，毅柏的一份内部文件引发了他曾因杀害当地领导人而被通缉的担忧。阿齐兹反驳了谋杀和财务不当行为指控。
现居迪拜的巴基斯坦商业巨头萨尔曼·加尼据指在避税天堂和海外帝国藏匿财富。

#### 约旦
努尔王后是两个在泽西岛注册的信托的受益人。其中一个信托Valentine 1997 Trust在2015年的市值超过4000万美元，其收入交付给在世的女王。该信托持有英格兰南部毗邻苏塞克斯郡的巴科赫斯特公园物业，而另一个信托Brown Discretionary Settlement泽西岛投资控股公司的实益拥有者，2015年资产估值1870万美元。

#### 以色列
加拿大参议员里昂·科尔伯（Leo Kolber）之子、Koor Industries前首席执行官和科尔伯信托（Kolber Trust）的受益人乔纳森·科尔伯（Jonathan Kolber）在列，他在1991年设立了基金。
身家过亿的自然资源商人兼丹·戈特勒国际创始人和主席丹·戈特勒牵涉120份与Glencore关系的文件。

#### 沙特阿拉伯
沙特阿拉伯前国防部副部长哈立德·本·苏尔坦·阿勒沙特于1989年至2014年期间是百慕大至少八家公司的业主，其中部分是专门为拥有游艇和飞机成立的。

#### 叙利亚
该国最有钱的人拉米·马赫卢夫在文件中出现。

#### 土耳其
总理比纳利·耶伊尔德勒姆之子在列。

## 公众反应
相对于巴拿马文件等过去的类似泄露事件，英国民众对天堂文件的反应较为冷淡。原因可能是文件的非法性并不明显，大多数媒体谨慎指出，天堂文件列出的把戏总体上合法。代表伊丽莎白女王的声明证实英国皇家财产局支付了女王离岸投资在英的全部税收。公众对文件提及的知名人物的评论可能也起到了作用，波诺表示：“公司运营人员向我保证此举完全符合税收要求，若情况并非这样，我希望尽可能了解税务部门的工作，所以我也欢迎他们进行所承诺的审计。”杰克·佩特（Jack Peat）认为，大多数媒体忽略报道天堂文件，因为那些媒体组织的老板也出现在文件上，例如《每日电讯报》的老板David and Frederick Barclay、《每日邮报》的乔纳森·哈姆斯沃思及《太阳报》和《泰晤士报》的鲁伯特·默多克。
事发后，30多名欧洲议会议员发表公开信批评英国政府打击离岸避税产业不力。
避税天堂根西的当选首长加文·圣皮雅表示“报道是精心策划、目前正在进行的抹黑活动的其中一部分”。他还认为，尽管信息自2016年以来便取得，但公布的时间遭故意推迟，适逢欧盟财长会议讨论提议设立避税天堂黑名单。
美国参议员、2016年大选候选人伯尼·桑德斯警告称“国际寡头政治快速发展”：“天堂文件揭示这些亿万富翁和跨国公司隐藏财富和利润，避免支付他的公平税收份额，从而变得更富有的手段。”参议院民主党领袖查克·舒默和参议院金融委员会排名民主党议员罗恩·怀登发表联合声明，指责共和党“推行税法改革未能消除事件凸显的严重漏洞。”